# Svjetsko prvenstvo u vaterpolu 1973.
Svjetsko prvenstvo u vaterpolu 1973. se održalo se od 1. do 9. rujna u Beogradu, u Srbiji, ondašnjoj Jugoslaviji. Bilo je dijelom SP-a u vodenim športovima 1973.

## Natjecateljske skupine
| skupina "A" - Australija - Ujedinjeno Kraljevstvo - Meksiko - Nizozemska - SSSR - Jugoslavija | skupina "B" - Mađarska - Izrael - Italija - Španjolska - Rumunjska | skupina "C" - Bugarska - Kuba - Grčka - SAD - SR Njemačka |

## Konačni poredak
| Mj. | Država                 |
| --- | ---------------------- |
| 1.  | Mađarska               |
| 2.  | SSSR                   |
| 3.  | Jugoslavija            |
| 4.  | Italija                |
| 5.  | SAD                    |
| 6.  | Kuba                   |
| 7.  | Rumunjska              |
| 8.  | Nizozemska             |
| 9.  | Meksiko                |
| 10. | Španjolska             |
| 11. | SR Njemačka            |
| 12. | Grčka                  |
| 13. | Bugarska               |
| 14. | Australija             |
| 15. | Ujedinjeno Kraljevstvo |
| 16. | Izrael                 |

| Pobjednici           |
| -------------------- |
| Mađarska Prvi naslov |